# Pyrgomorpha tricarinata
Pyrgomorpha tricarinata är en insektsart som beskrevs av Bolívar, I. 1884. Pyrgomorpha tricarinata ingår i släktet Pyrgomorpha och familjen Pyrgomorphidae. Inga underarter finns listade i Catalogue of Life.